# Staatliches Museum Schwerin

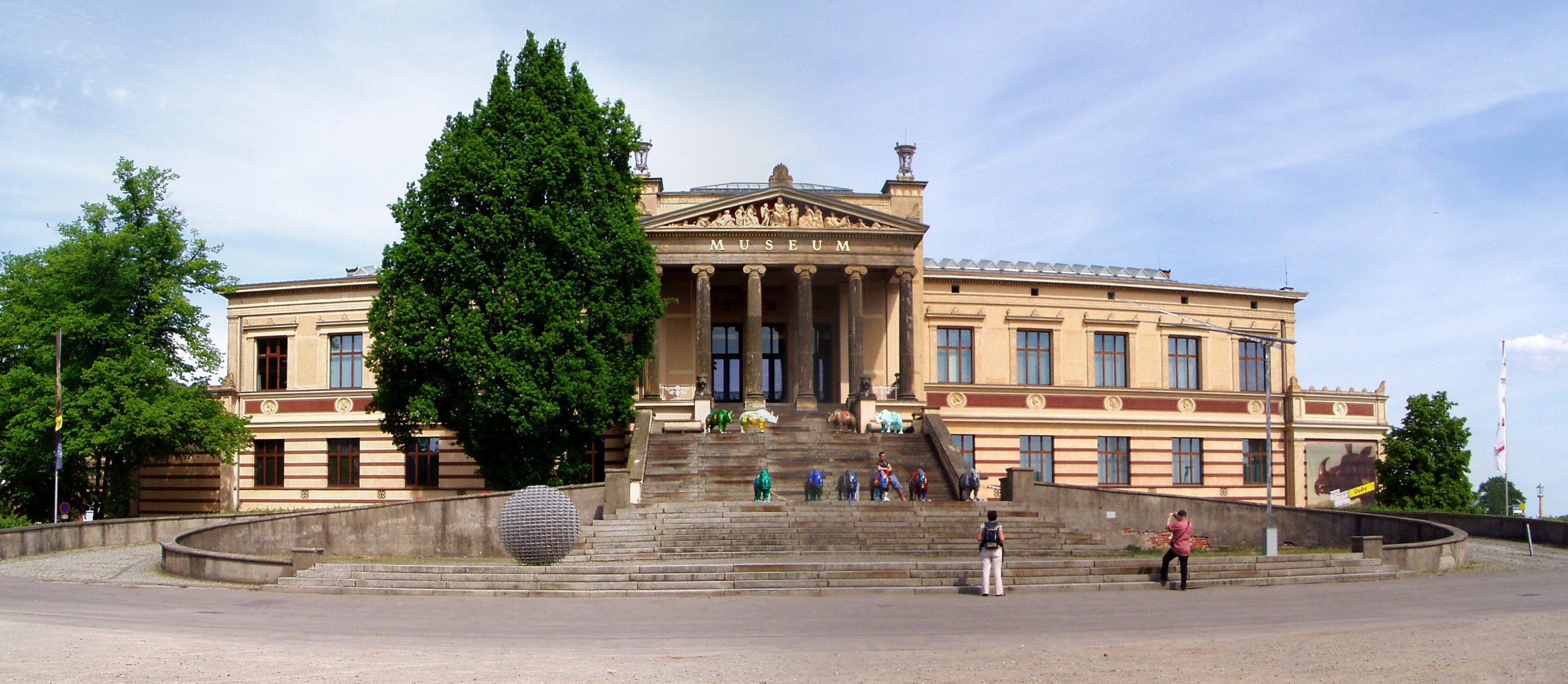
Le Staatliche Museum Schwerin construit en 1882.

El Staatliches Museum Schwerin (Museo Estatal de Schwerin)  es un museo de Alemania ubicado en la ciudad de Schwerin, la capital del estado de  Mecklemburgo-Pomerania Occidental. Fue fundado por el gran duque Federico Francisco II de Mecklemburgo-Schwerin en 1882 en un edificio especialmente construido para este propósito con el nombre de  Staatsgalerie, cerca del Teatro Schwerin. Las colecciones que pertenecen al museo también se exponen en el castillo de Güstrow y el castillo de Ludwigslust.
El museo es miembro de Konferenz Nationaler Kultureinrichtungen, que reúne a más de veinte instituciones culturales de la antigua Alemania Oriental.

## Historia
El 22 de octubre de 1882 fue inaugurado un museo en el palacio a partir de los fondos artísticos que atesoraba la familia ducal, siendo su arquitectura la más moderna de su época y pionero a nivel técnico. El arquitecto encargado de preparar el edificio para la exposición fue Hermann Willebrand (1816-1899), que ya había estado a cargo de las obras en el palacio de Schwerin. Aplicó los estándares más exigentes de la época, con medidas antirrobo y de protección contra incendios, calefacción y ventilación, así como un sistema de iluminación acorde con la exposición. También dispuso en el exterior un nuevo frontón con orden jónico al que se accedió por una amplia esclinata, destinado a despertar una asociación con los templos de la antigüedad. En 1901, se abordó una ampliación debido al creciente número de piezas de arte allí, y se construyó el ala en el lado del teatro.
Con la inauguración de un nuevo edificio en el museo en julio de 2016, se pudo presentar de una nueva forma. Una pasarela de vidrio conecta el nuevo edificio con el antiguo del museo, lo que permite a los visitantes vagar por la historia del arte por primera vez desde el siglo XVII al XXI.

## Colecciones
Sus colecciones medievales son famosas, como el altar de Neustädt. El museo también es famoso por sus pinturas flamencas del siglo XVII y por sus porcelanas de Fürstenberg. El Museo Staatliches Schwerin tiene una de las colecciones de animales más importantes de  Jean-Baptiste Oudry (1686-1755) comprada por los duques de Mecklenburg-Schwerin y noventa obras de Marcel Duchamp, una de las colecciones más importantes de Europa sobre este artista dadaísta.

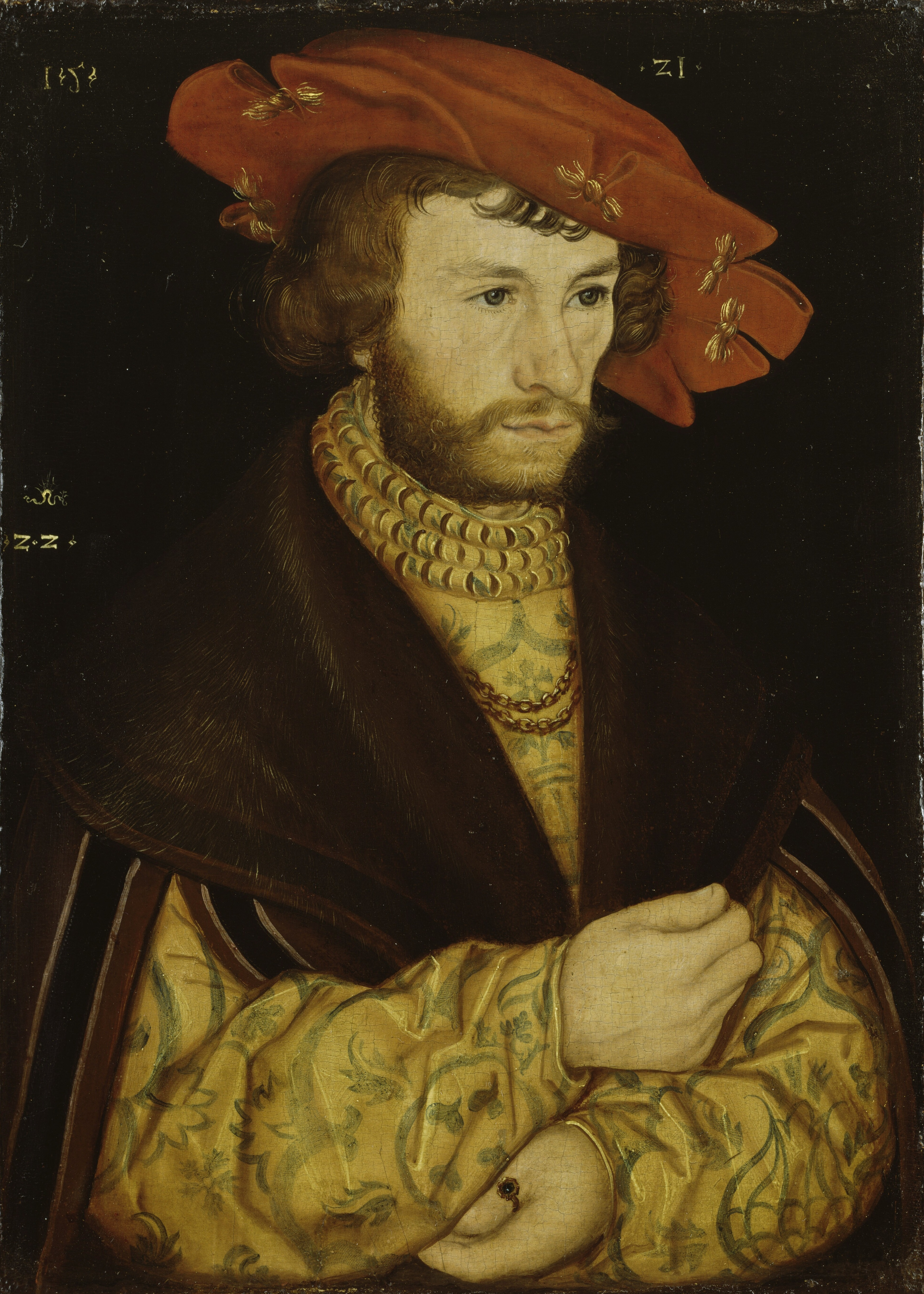
Lucas Cranach el Viejo: Portrait d'un jeune homme au chapeau, 1521
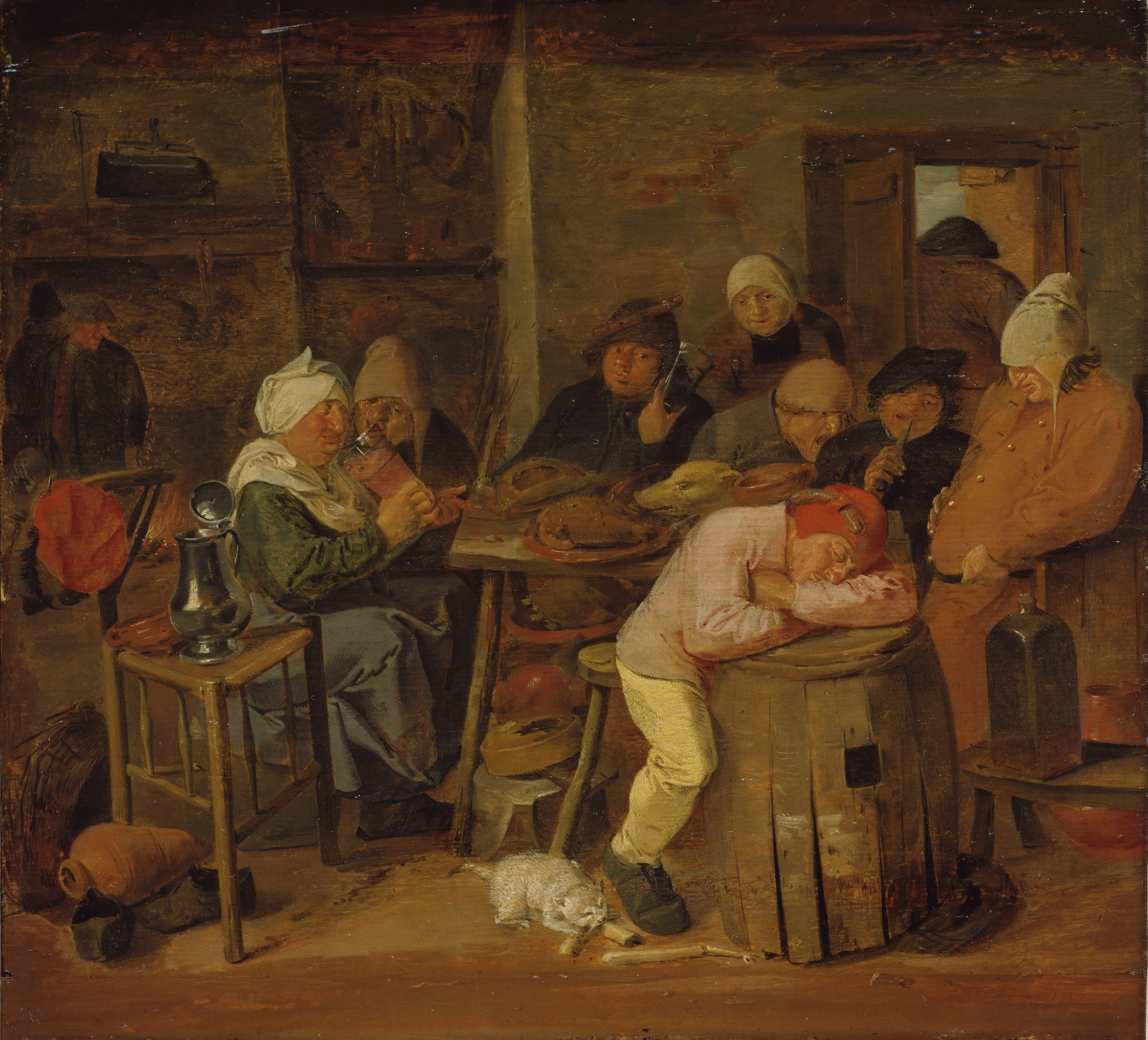
Adriaen Brouwer: Saint Cochon, vers 1630-1640
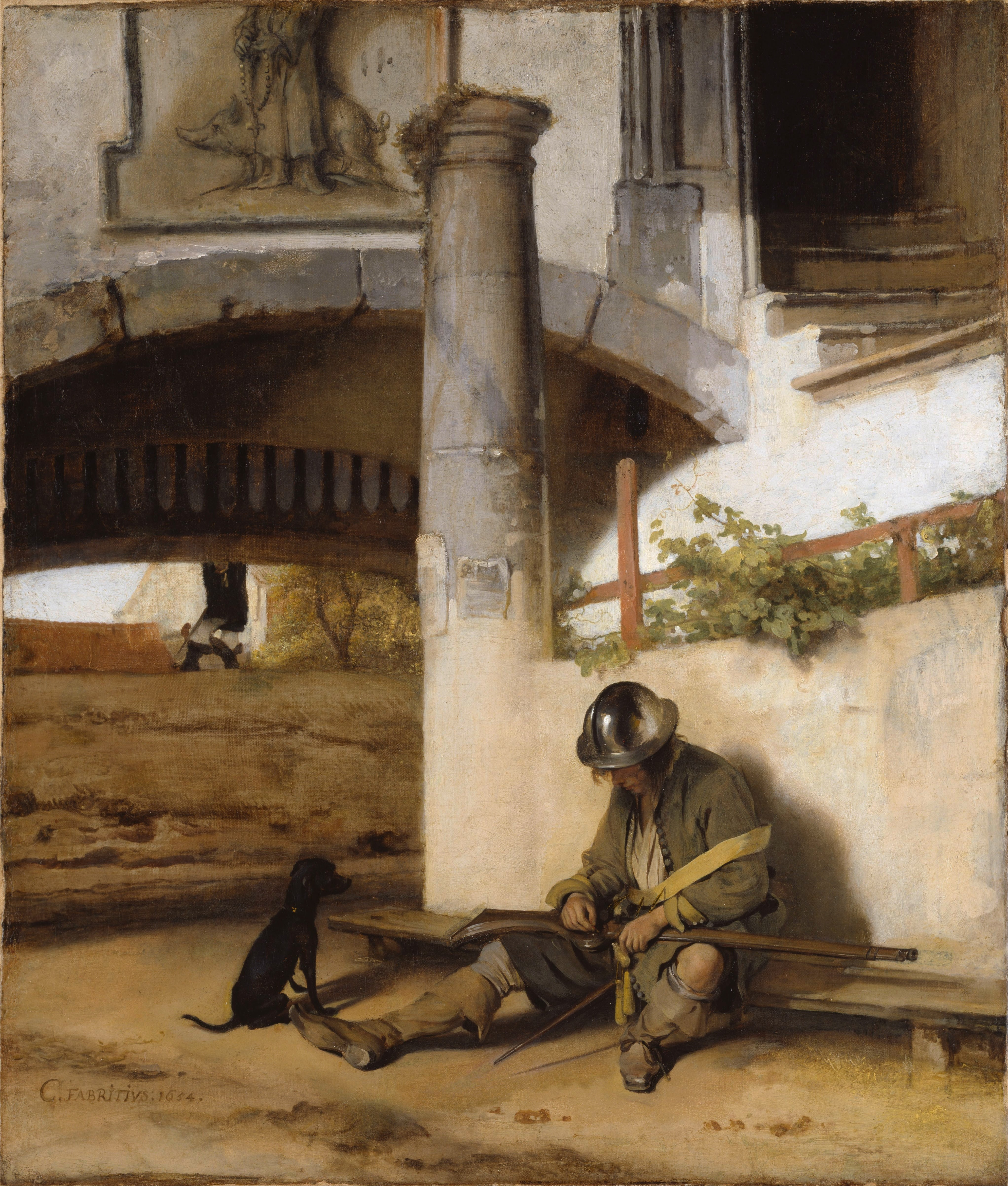
Carel Fabritius: La Sentinelle, 1654
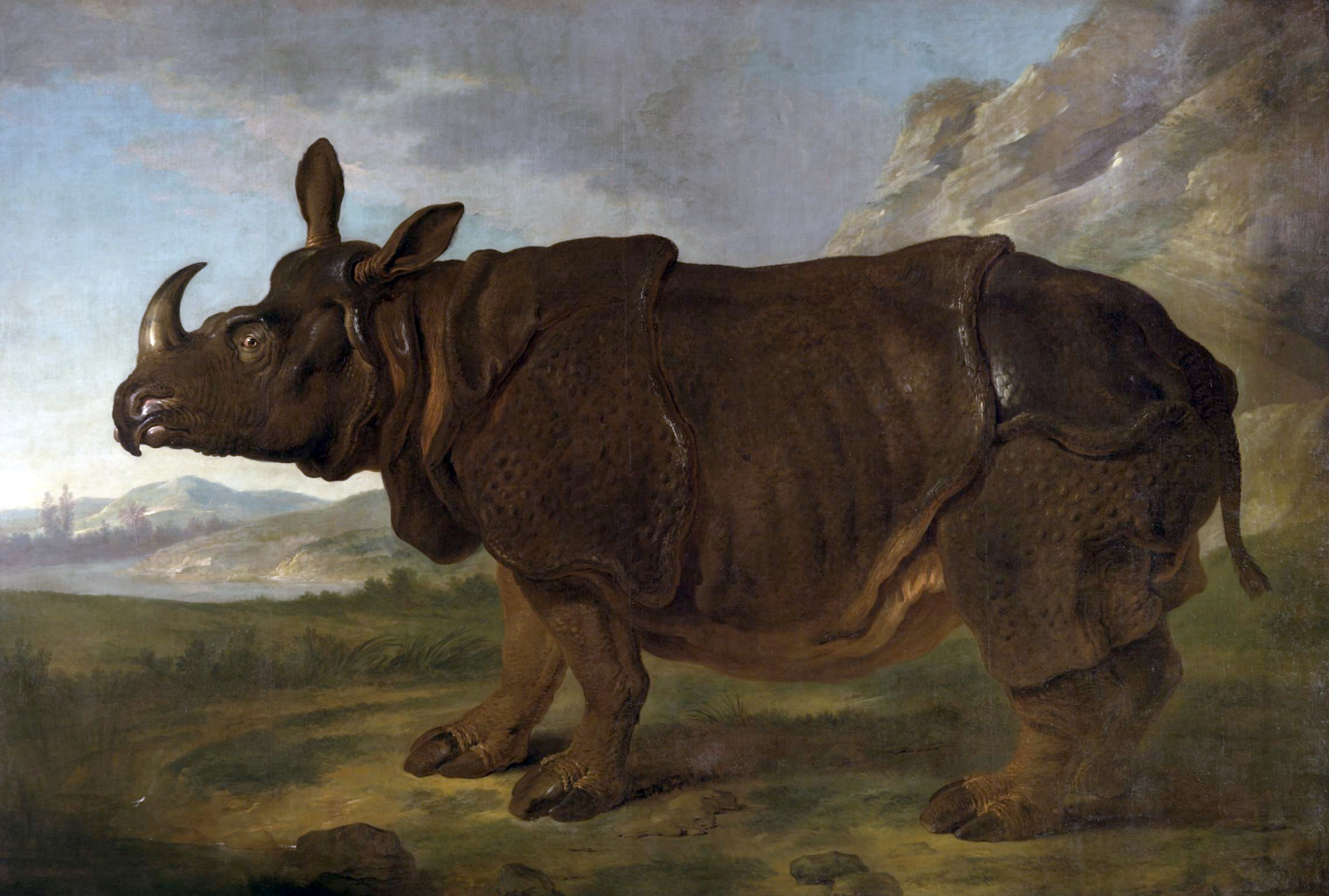
Jean-Baptiste Oudry: Le rhinocéros Clara, 1749. 310 x 456 cm
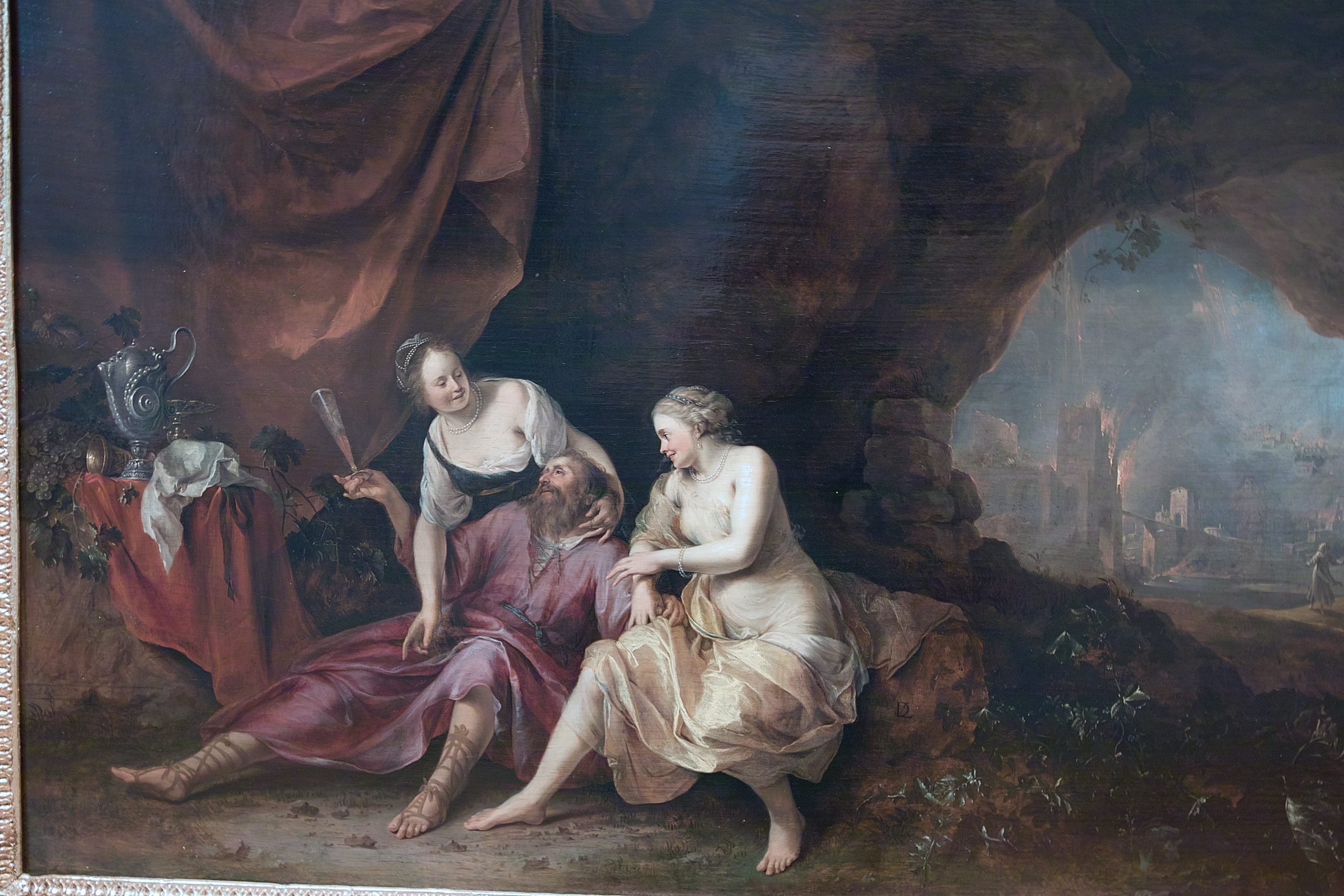
Dirck van der Lisse: Loth et ses filles

## Bibliografía

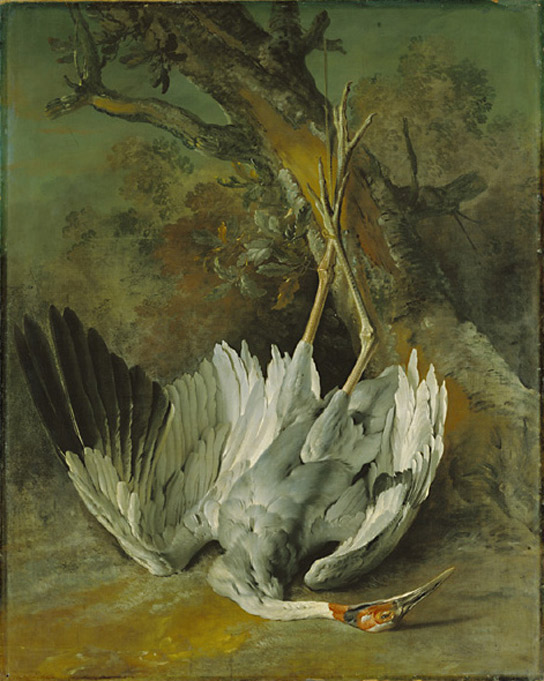
Jean-Baptiste Oudry: Grue morte (1745).